# 안쿠르
안쿠르(Ankur)는 인도에서 제작된 시얌 베네갈 감독의 1974년 드라마 영화이다.
이 영화는 Hyderabad에서 촬영되었다. 샤바나 아즈미의 첫 출연 영화이다.

## 출연
- 샤바나 아즈미